# Wikstroemia oahuensis
Wikstroemia oahuensis är en tibastväxtart som först beskrevs av Asa Gray och som fick sitt nu gällande namn av Joseph Rock.
Wikstroemia oahuensis ingår i släktet Wikstroemia och familjen tibastväxter. Utöver nominatformen finns också underarten Wikstroemia oahuensis palustris.

## Bildgalleri

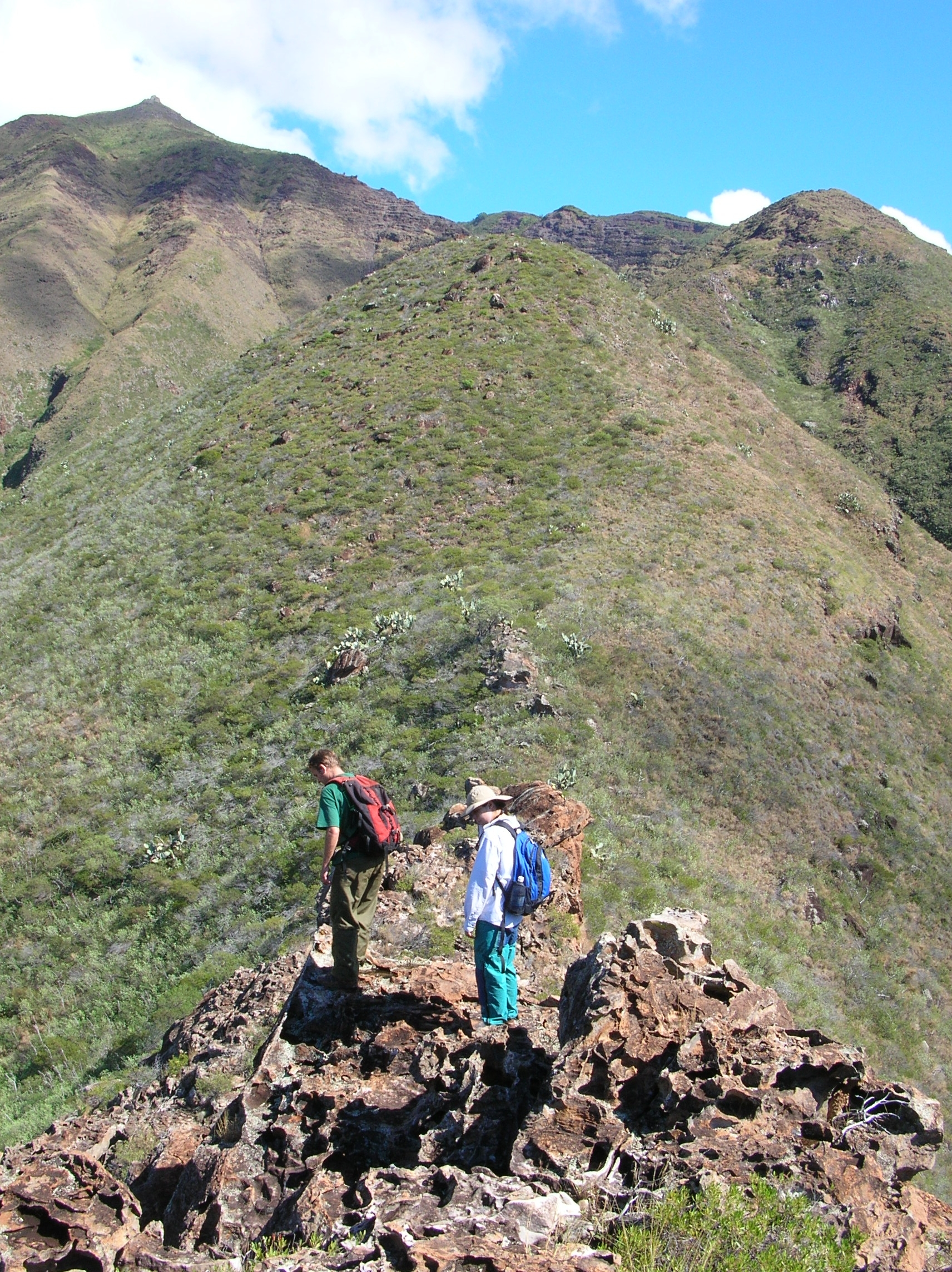
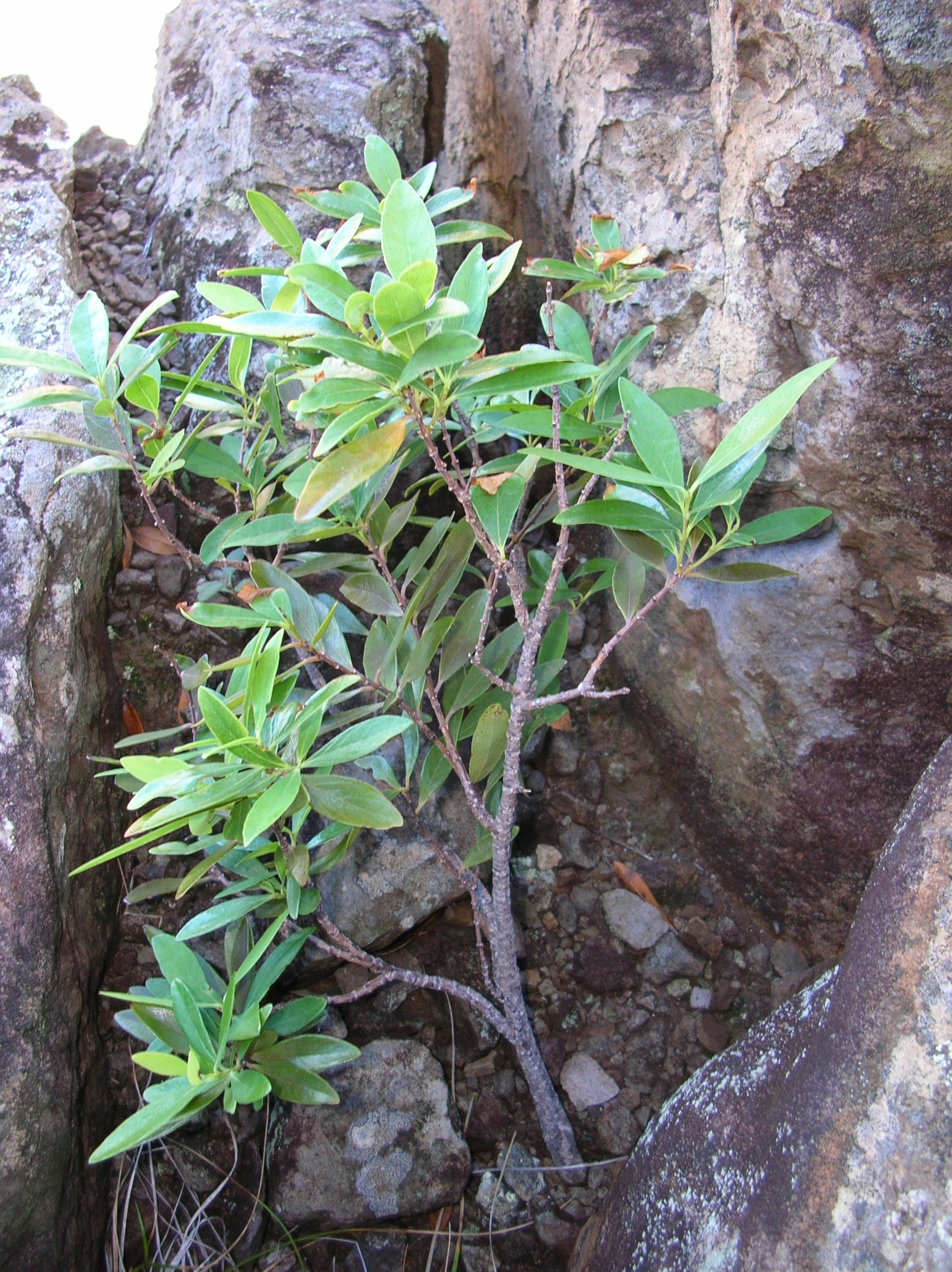
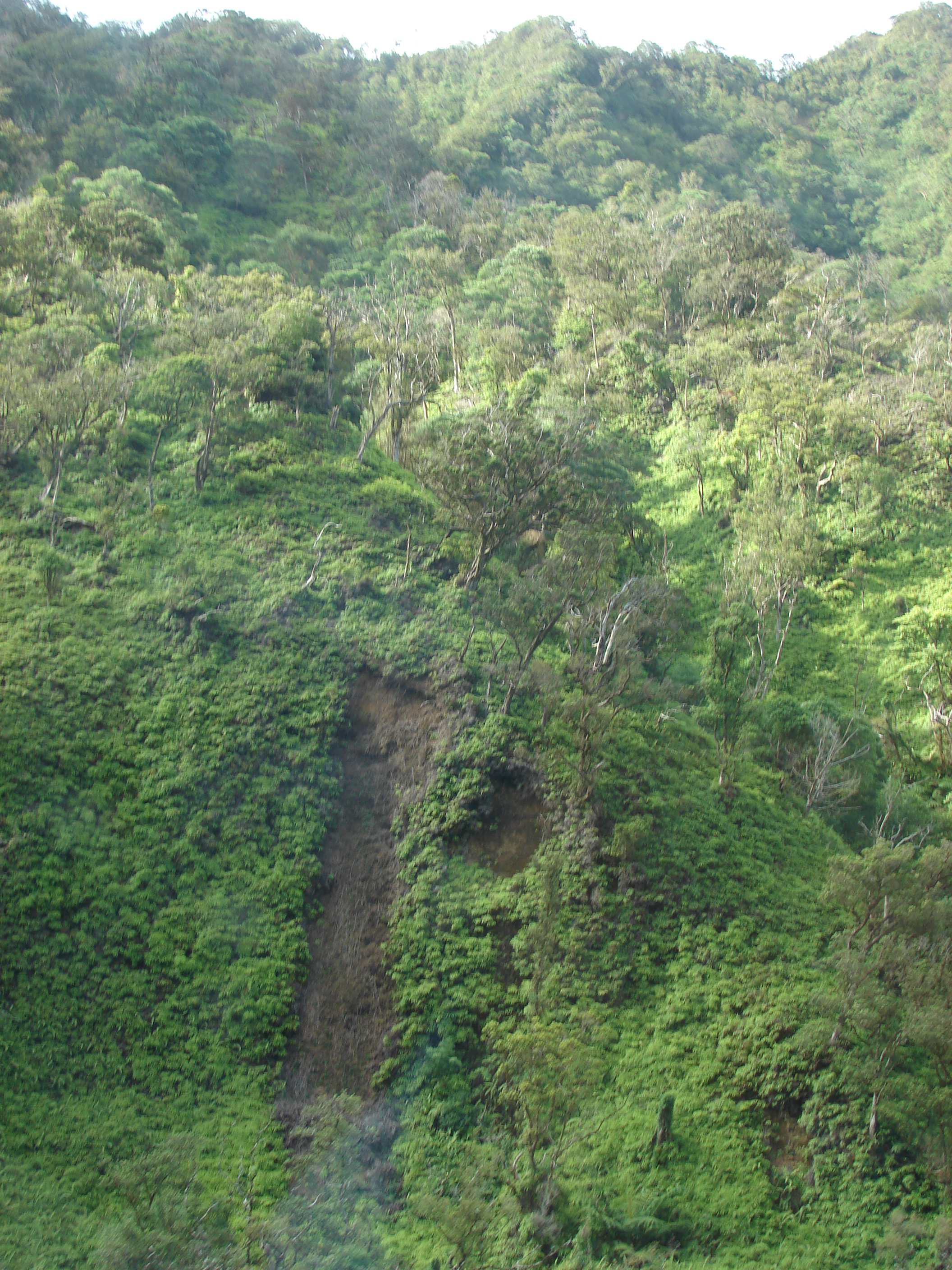
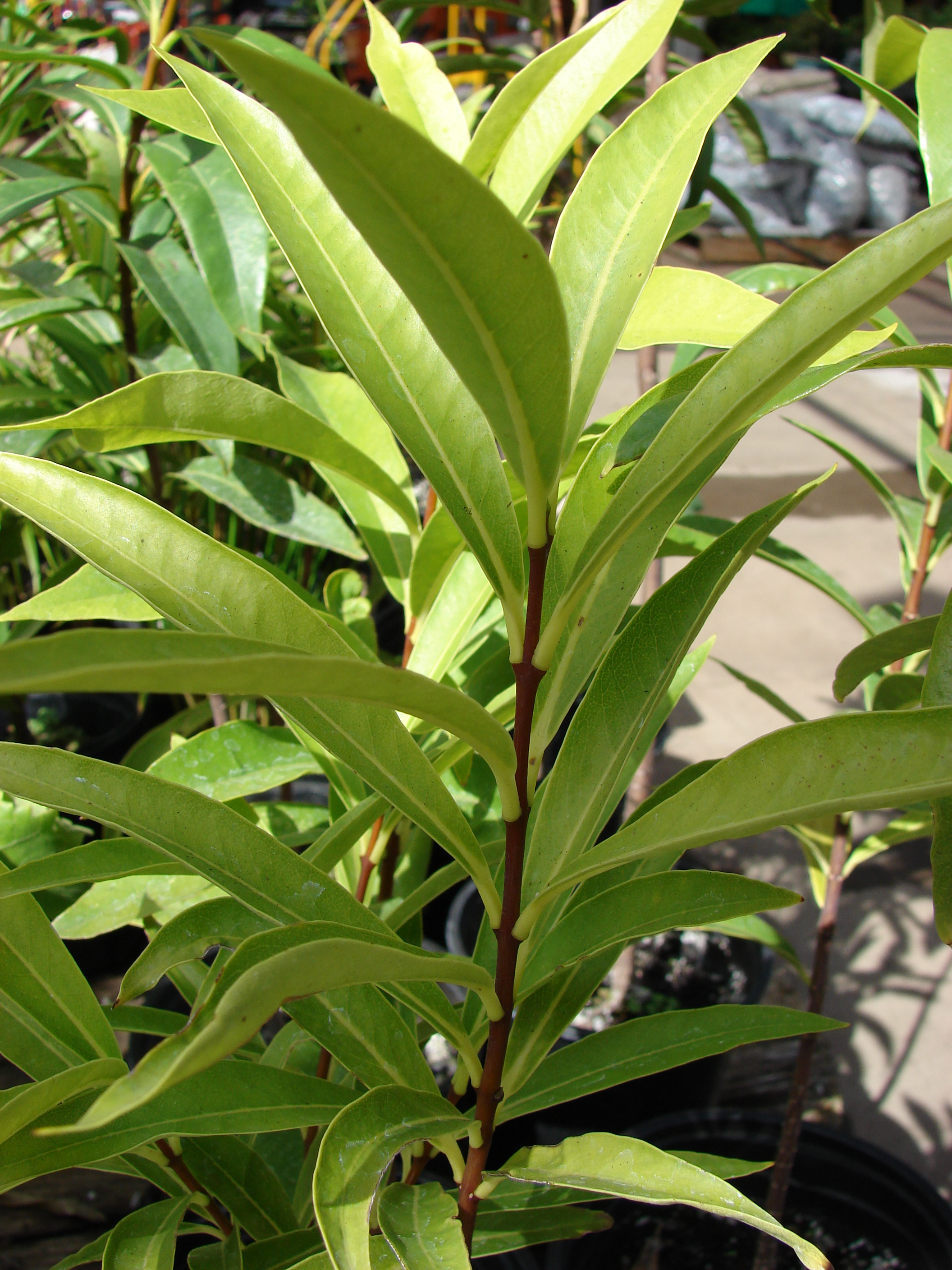
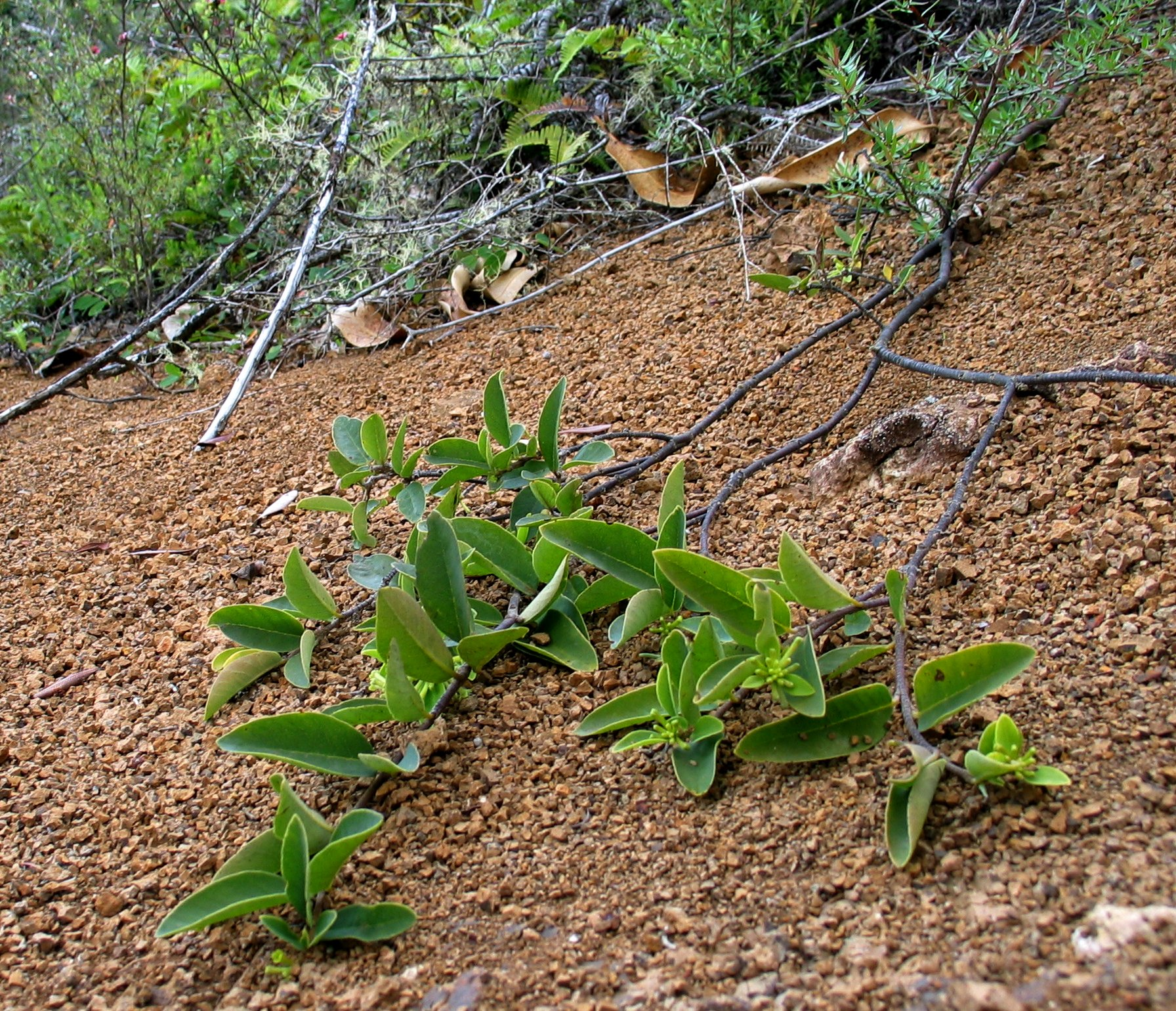
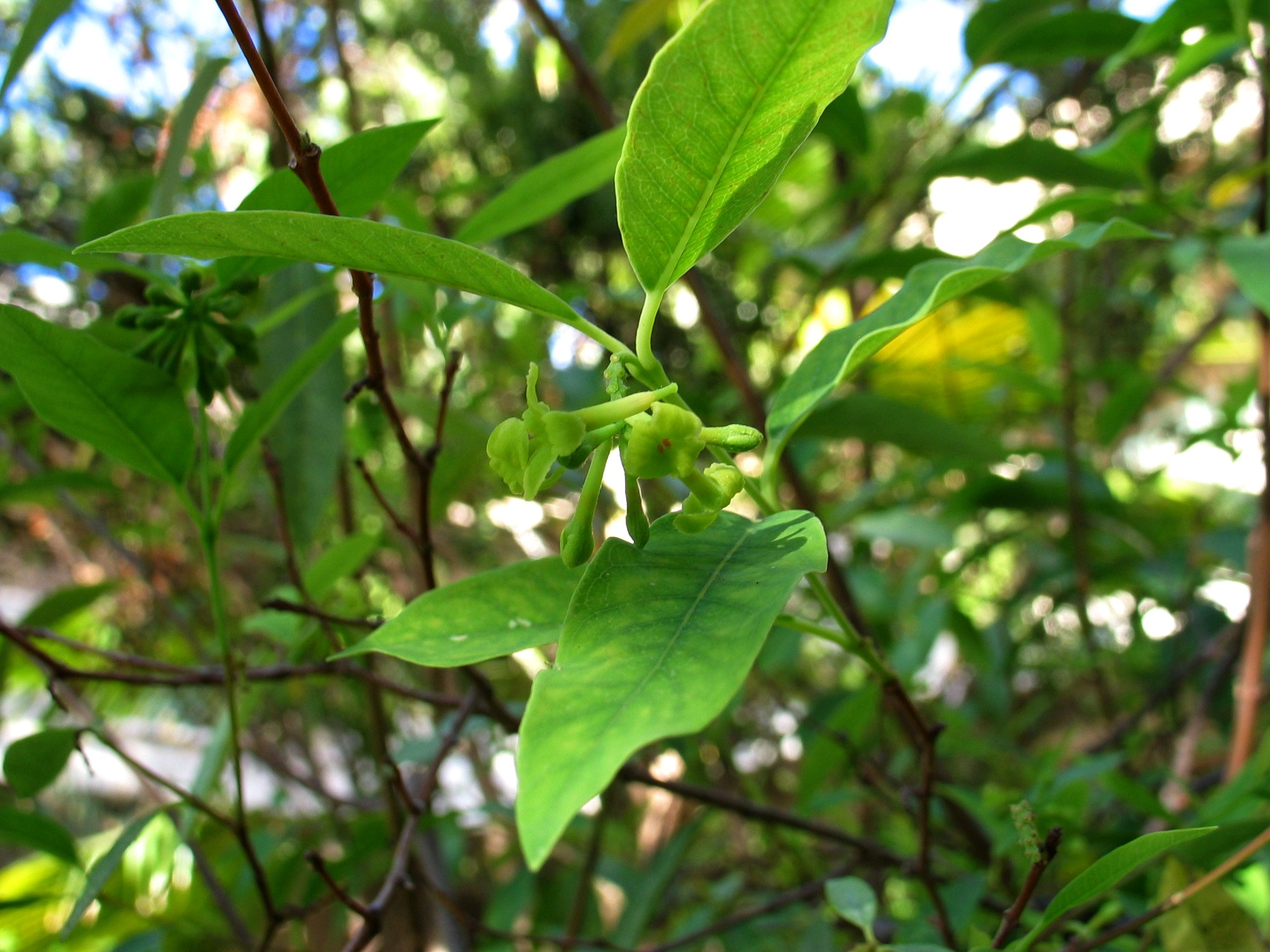